# 'O sole mio
«’O sole mio» (неаполіт. «Моє сонце») — неаполітанська пісня, написана 1898 року в Одесі. Автори — Едуардо ді Капуа (музика) й Джованні Капурро (слова). Пісня також була перекладена різними мовами й відома з різними назвами.

## Автори пісні
Слова пісні написав Джованні Капурро, а музику склав Едуардо ді Капуа. Хоча є версії іншими мовами, зазвичай пісня виконується на неаполітанському діалекті італійської мови, тобто мовою оригіналу. Назва пісні перекладається як «Моє сонце» (не «О моє сонце»; в неаполітанській мові 'o — означений артикль чоловічого роду, що відповідає італійському il або англійському the).

## Виконавці

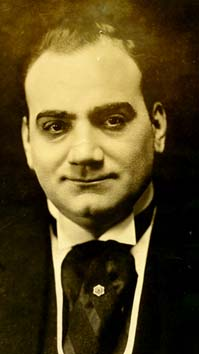
Енріко Карузо

Цю пісню виконували такі співаки, як Беньяміно Джильї, Даліда, Енріко Карузо, Маріо Ланца, Лучано Паваротті, Пласідо Домінґо, Андреа Бочеллі, Патріціо Буанне, Франко Кореллі, Робертіно Лоретті, Крістофер Лі. З-поміж українських виконавців можна відзначити Анатолія Солов'яненка.
У бразильському серіалі «Земля кохання» («Terra nostra») пісня була однією з головних музичних тем.

## Текст пісні
Оригінальний текст неаполітанським діалектом
Che bella cosa e' na jurnata 'e sole,
n’aria serena doppo na tempesta!
Pe' ll’aria fresca pare già na festa
Che bella cosa e' na jurnata 'e sole
Ma n’atu sole,
cchiù bello, oje ne'
'O sole mio
sta 'nfronte a te!
'O sole, 'o sole mio
sta 'nfronte a te!
sta 'nfronte a te!
Lùcene 'e llastre d’a fenesta toia;
'na lavannara canta e se ne vanta
e pe' tramente torce, spanne e canta
Lùcene 'e llastre d’a fenesta toia.
Ma n’atu sole,
cchiù bello, oje ne'
'O sole mio
sta 'nfronte a te!
'O sole, 'o sole mio
sta 'nfronte a te!
sta 'nfronte a te!
Quanno fa notte e 'o sole se ne scenne,
me vene quase 'na malincunia;
sotto 'a fenesta toia restarria
quanno fa notte e 'o sole se ne scenne.
Ma n’atu sole,
cchiù bello, oje ne'
'O sole mio
sta 'nfronte a te!
'O sole, 'o sole mio
sta 'nfronte a te!
sta 'nfronte a te!

## Версії англійською мовою
1949 року американський співак Тоні Мартін уперше виконав пісню англійською мовою з назвою «There’s No Tomorrow». 1960 року свою версію з назвою «It’s Now or Never» записав Елвіс Преслі; ще будучи на службі в ФРН у 1959 році, він часто виконував на домашніх концертах «There’s No Tomorrow», але коли настав час запису пісні в студії у квітні 1960 року, поети-пісняри Аарон Шредер і Воллі Голд спеціально написали новий текст для Преслі. Сингл «It’s Now or Never», що вийшов у липні 1960 року, очолив хіт-парад у кількох країнах, включно зі США й Великою Британією; було розпродано понад 10 мільйонів примірників. Окрім «'O sole mio» Преслі на початку 1960-х років записав ще кілька неаполітанських пісень («Torna a Surriento» і «Santa Lucia»).
Версія пісні використовувалась тривалий час англійському телебаченні для реклами морозива «Корнетто».
Відома байка про те, що під час Олімпійських ігор 1920 в Антверпені, через відсутність нот італійського гімну, замість нього виконувалась «'O Sole Mio».

## Версія українською мовою
У 70-х роках український текст пісні написав поет.Володимир Коломієць, а співак з Великої Британії, уродженець м. Надвірна, Володимир Луців записав її на платівку. 

## Статус із ліцензією
Пісня не є безліцензійним загальним надбанням (public domain), позаяк суддя в Турині заявив, що Альфредо Маццуккі (1879—1972) є третім співавтором пісні (James Reel [Архівовано 8 лютого 2012 у Wayback Machine.]). Пісня захищена ліцензією до 2042 року (70 років після смерті вищеназваного співавтора).